# Waterklerk
Een waterklerk (uitspraak) is een medewerker van een rederij of cargadoorskantoor die optreedt als contactpersoon tussen de wal en een schip.
De waterklerk regelt tijdens het verblijf van het schip in de haven allerlei voorkomende organisatorische en administratieve zaken, zoals:
- douaneaangelegenheden rond het in/uitklaren van het schip;
- het aan boord komen van eventuele passagiers en/of bemanning, daarbij het zorgen voor visa en/of doorlaatbewijzen en boekingen van hotelaccommodaties;
- aanmelden gevaarlijke stoffen bij de havendienst;
- completeren van stuwplannen;
- afrekenen zeehavengeld.

Over het vak waterklerk is in 2010 ter gelegenheid van het tachtigjarig jubileum van de Rotterdamse Waterklerken Vereniging een boek verschenen: Spil van de Rotterdamse haven, waterklerk tussen de wal en het schip.